# Musquiqui Chihying
|  | Dieser Artikel wurde auf der Qualitätssicherungsseite des Projekts Bildende Kunst eingetragen. Die Mitarbeiter der QS-Bildende Kunst arbeiten daran, die Qualität der Artikel aus dem Themengebiet Kunst auf ein besseres Niveau zu bringen. Bitte hilf mit, die Mängel dieses Artikels zu beheben und beteilige Dich an der Diskussion. |

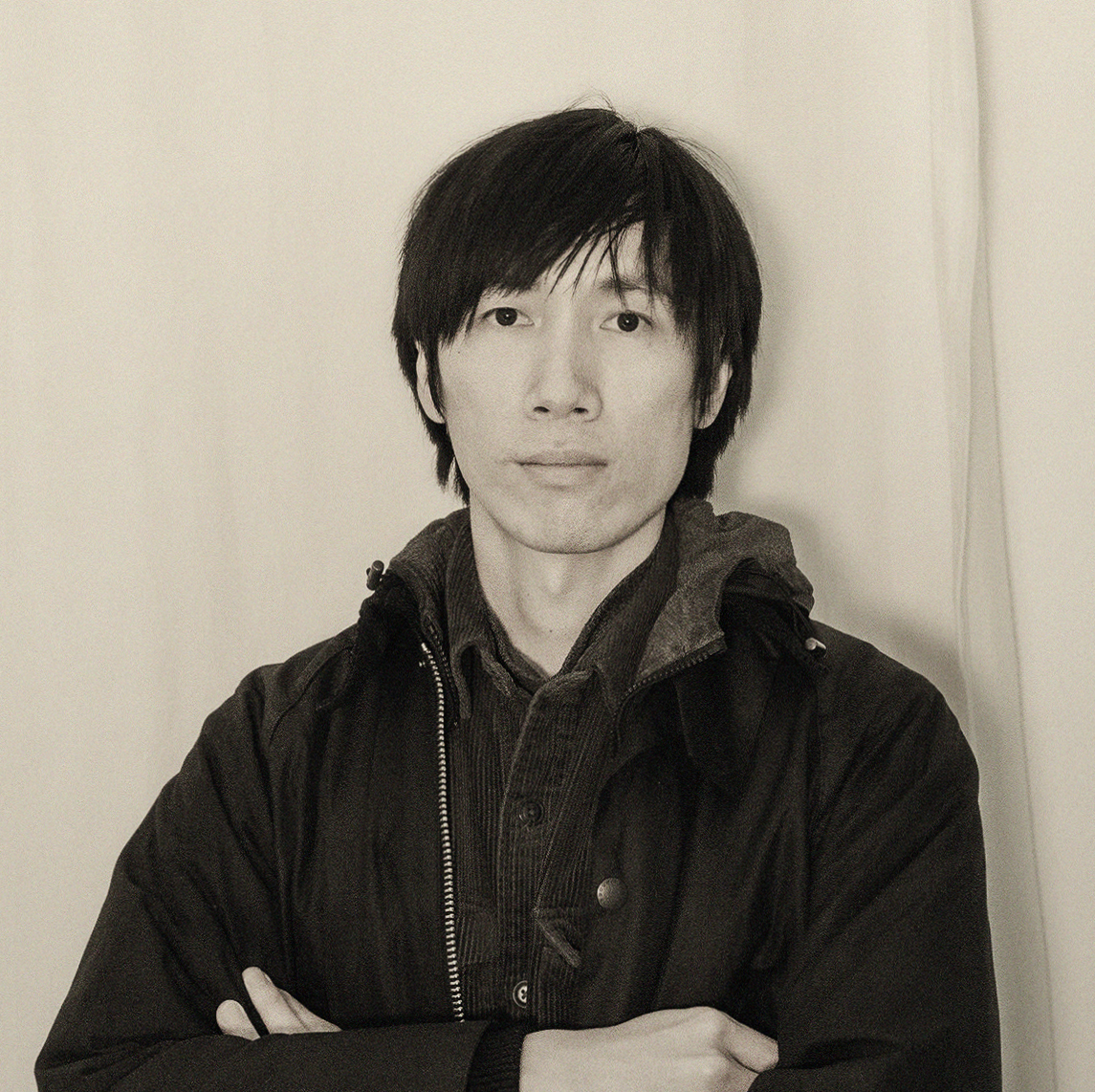
Musquiqui Chihying auf der 72. Berlinale 2022

Musquiqui Chihying (* 1985 in Taipeh) ist ein taiwanischer bildender Künstler und experimenteller Filmemacher, der derzeit in Taipeh und Berlin lebt. Sein künstlerisches Schaffen konzentriert sich auf Fragen der Post- und Transmoderne im globalen Süden, postkoloniale Identität und zeitgenössische Technologie. Er verwendet häufig Medien wie Ton, Musik und bewegte Bilder, um ein einzigartiges narratives Vokabular zu konstruieren, das alternative Perspektiven auf die Verflechtung von menschlicher Existenz und ökologischer Umwelt bietet. Zudem entwickelt er Forschungsmethoden zur zeitgenössischen sozialen Subjektivität. In den letzten Jahren haben viele seiner Arbeiten die besonderen historischen Umstände des ethnischen und technologischen Austauschs zwischen dem afrikanischen, asiatischen und afroasiatischen Meer untersucht.

## Werke
Musquiqui Chihyings Werke wurden in zahlreichen internationalen Kunstinstitutionen ausgestellt, darunter der Neuer Berliner Kunstverein in Berlin, das WIELS in Brüssel, das Art Sonje Center in Seoul, das Centre Pompidou in Paris, die Power Station of Art in Shanghai, das UCCA Center for Contemporary Art in Peking, das MoCA Museum of Contemporary Art in Taipei und das Taipei Fine Arts Museum. Zudem wurden seine Filme auf verschiedenen Filmfestivals präsentiert, darunter das Locarno Film Festival in der Schweiz, die Internationalen Filmfestspiele Berlin in Deutschland, das Rotterdam Film Festival in den Niederlanden, das Taipei Golden Horse Film Festival und das Taipei Film Festival, um nur einige zu nennen. Im Jahr 2023 wurde er mit dem Tung Chung Prize der Hong Foundation in Taiwan ausgezeichnet. Im Jahr 2019 erhielt er den LOOP Barcelona Video Art Award von der Han Nefkens Foundation und der Fundació Joan Miró in Spanien. In derselben Zeit wurde er auch für den Berliner Kunstpreis in Deutschland nominiert. Er ist Mitglied der taiwanischen Kunstgruppe Fuxinghen Studio und leitet darüber hinaus das Research Lab of Image and Sound (RLIS), das sich auf Medientechnologie und bildpolitische Forschung spezialisiert hat.

## Filmografie (Auswahl)
- 2018: Café Togo
- 2020: The Sculpture
- 2021: The Lighting